# The Ritchie Success
The Ritchie Success je česká hudební skupina. Hrají převážně rockovou hudbu s elektronickými prvky a jejich texty jsou často v německém jazyce (zpěvák skupiny pochází ze Švýcarska). Skupina vznikla v Praze v roce 2004 a původně ji tvořili kytarista Martin Kontra a baskytarista Martin Růžička. Později se ke kapele přidali zpěvák Phillip Schenker, klávesista Benjamin Tuček a bubeník Jan Jakub Kotík. Posledního jmenovaného po jeho smrti nahradil Šimon Rozbořil. Své první album Chloroform skupina vydala až v roce 2009.